# Strada statale 401 dell'Alto Ofanto e del Vulture
La strada statale 401 dell'Alto Ofanto e del Vulture (SS 401), ora in parte strada provinciale ex SS 401 dell'Alto Ofanto e del Vulture (SP ex SS 401), è una strada statale e provinciale italiana, di collegamento interregionale tra Basilicata e Campania.

## Percorso
La strada ha inizio nel centro abitato di Melfi dove incrocia la ex strada statale 303 del Formicoso, uscendo dalla città in direzione ovest. Dopo aver superato la strada statale 658 Potenza-Melfi si dirige verso sud-ovest, raggiungendo la località di Bagni Monticchio.
Scendendo verso l'Ofanto, la strada incrocia la diramazione SS 401 dir che, seguendo il percorso del fiume, conduce verso nord e la provincia di Foggia. La strada invece prosegue verso sud risalendo il percorso dell'Ofanto stesso, affiancato anche dalla ferrovia Avellino-Rocchetta Sant'Antonio.
La strada entra in Campania e tocca la località di Calitri dove incrocia la strada statale 7 dir/C Via Appia e la ex strada statale 399 di Calitri, per deviare poi verso sud-ovest rientrando in Basilicata per qualche chilometro prima di terminare il proprio percorso a Sant'Andrea di Conza (in Campania), innestandosi sulla strada statale 7 Via Appia.
In seguito al decreto legislativo n. 112 del 1998, dal 2001 la gestione del tratto Melfi-Stazione di Aquilonia (dal km 0,000 al km 14,700) è passata dall'ANAS alla Regione Basilicata che ha provveduto al trasferimento dell'infrastruttura al demanio della Provincia di Potenza.

## Strada statale 401 dir dell'Alto Ofanto e del Vulture
La strada statale 401 dir dell'Alto Ofanto e del Vulture (SS 401 dir) è una strada statale italiana che segue il percorso del fiume Ofanto nel tratto che fa da confine tra Campania e Basilicata.
Ha inizio dall'innesto con la SS 401 presso la stazione di Aquilonia e rimanendo sulla sponda destra dell'Ofanto supera il bivio per Monteverde. Su viadotti supera quindi diverse volte il confine della Basilicata con la Campania prima e la Puglia, arrivando a lambire la stazione di Rocchetta Sant'Antonio-Lacedonia, crocevia tra diverse linee ferroviarie. Dopo pochi chilometri la strada si innesta quindi sulla strada statale 655 Bradanica in località Leonessa di Melfi.